# Tour du Roussillon
Le Tour du Roussillon est une course cycliste française qui se déroule sur plusieurs étapes au cœur du Roussillon, dans le département des Pyrénées-Orientales. 
Des cyclistes réputés comme Bernard Thévenet et Luis Ocaña s'y sont notamment imposés. 

## Palmarès
| Année     | Vainqueur                          | Deuxième                           | Troisième                          |
| --------- | ---------------------------------- | ---------------------------------- | ---------------------------------- |
| 1957      | Libertino Bellia                   | Raymond Mastrotto                  | François Siniscalchi               |
| 1958      | Barthélemy Risso                   |                                    |                                    |
| 1959      | Mario Prosdocimi                   | Louis Lavergne                     | Claude Mattio                      |
| 1960      | José Pérez Francés                 |                                    |                                    |
| 1961      | José Manuel Quesada (ca)           |                                    |                                    |
| 1962      | Sebastián Segú                     |                                    |                                    |
| 1963      | Michel Descombin                   | Raymond Guilbert                   |                                    |
| 1964      | Jean-Claude Wuillemin              | Roger Pingeon                      | Luis Mayoral (en)                  |
| 1965      | Henri Guimbard                     | Raymond Meyzenq                    | Jean-Pierre Arnaud                 |
| 1966      | Bernard Thévenet                   | Luis Ocaña                         | Christian Fava                     |
| 1967      | Luis Ocaña                         | Salvador Canet (ca)                | Enrique Rodríguez                  |
| 1968      | Tommaso Giroli                     | Salvador Canet (ca)                | René Panagiotis                    |
| 1969      | Franco Balduzzi (de)               | Jean-Pierre Paranteau              | Arcangelo Locatelli                |
| 1970      | Paul Ravel                         | Jean-Claude Lereste                | Marcel Lemaître                    |
| 1971      | Marcel Boishardy                   |                                    |                                    |
| 1972      | Lucien Pratte                      | Alain Chabran                      | Aldo Ceci                          |
| 1973      | Jean-Claude Bauquis                |                                    |                                    |
| 1974      | Gabriele Mirri                     | Giovanni Fedrigo                   | Jean-Louis Campagnola              |
| 1975      | Remo Rocchia                       |                                    | Joseph Kerner                      |
| 1976      | Giovanni Fedrigo                   |                                    |                                    |
| 1977      | Giovanni Fedrigo                   |                                    |                                    |
| 1978      | Claudio Gosetto                    |                                    |                                    |
| 1979      | Philippe Bodier                    |                                    |                                    |
| 1980-1982 | Pas organisé ou résultats inconnus | Pas organisé ou résultats inconnus | Pas organisé ou résultats inconnus |
| 1983      | Philippe Magnien                   | Jacques Pasin                      | John de Crom                       |
| 1984      | Pas organisé ou résultats inconnus | Pas organisé ou résultats inconnus | Pas organisé ou résultats inconnus |
| 1985      |                                    |                                    |                                    |
| 1986      | Stefan Räkers                      |                                    | Rinus Ansems                       |
| 1987      | Jean-Louis Conan                   | Denis Jusseau                      | Fabrice Philipot                   |
| 1988      | Marcel Kaikinger                   |                                    | Philippe Delaurier                 |
| 1989      | Denis Jusseau                      |                                    |                                    |
| 1990      | Gerard Kemper                      |                                    |                                    |
| 1991      | Mindaugas Umaras                   | Artūras Kasputis                   | Remigius Lupeikis                  |
| 1992      | Denis Leproux                      | Vladislav Bobrik                   |                                    |
| 1993      | Jean-Christophe Currit             | Denis Leproux                      | Zbigniew Piątek                    |